# Antamenes citreocinctus
Antamenes citreocinctus är en stekelart som först beskrevs av Henri Saussure 1867.  Antamenes citreocinctus ingår i släktet Antamenes och familjen Eumenidae. Inga underarter finns listade i Catalogue of Life.